# Mathenesse (ambachtsheerlijkheid)

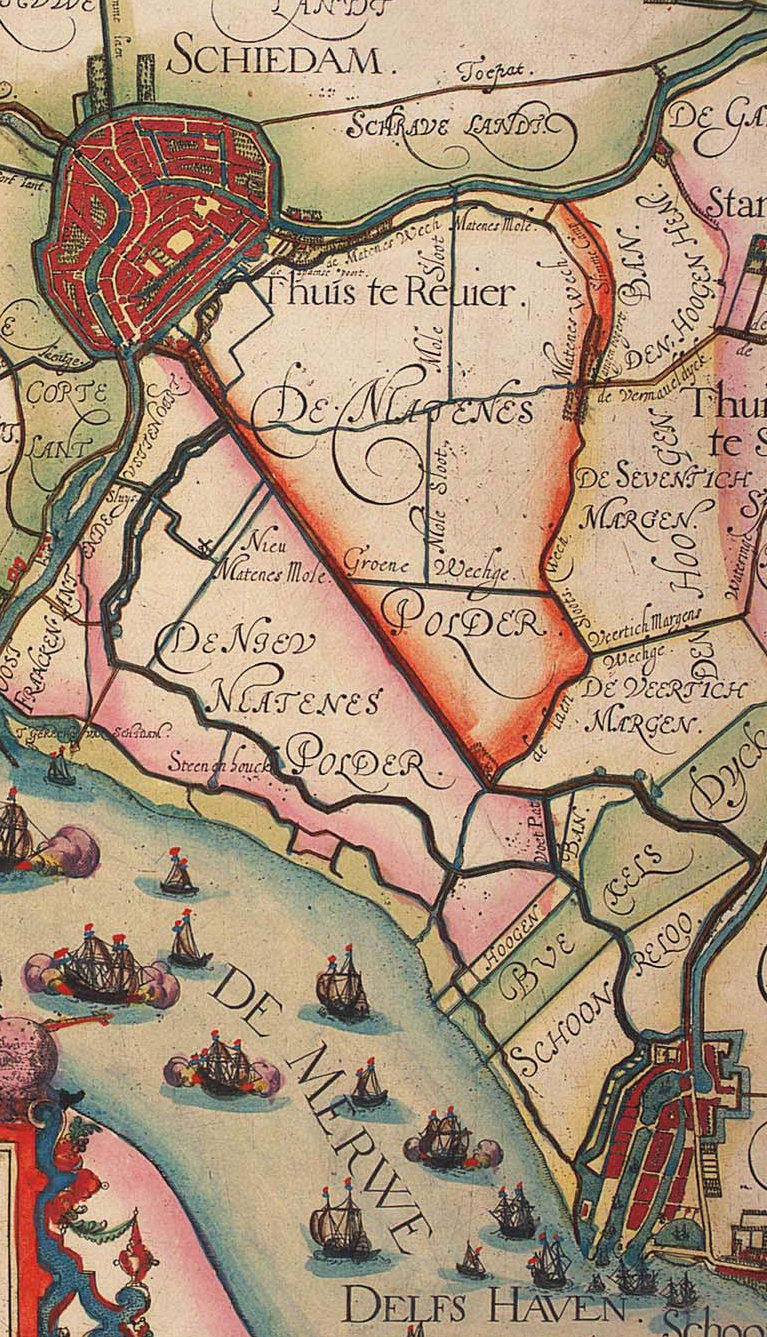
Kaart van de polders Mathenesse en Huis te Riviere uit 1611 door Floris Balthasar.

Mathenesse is een oude ambachtsheerlijkheid tussen Schiedam en Rotterdam. De vroegste vermelding van Mathenesse stamt uit het jaar 1276. De oudst bekende ambachtsheer is Dirk Bokel, wiens kleinzoon zich Dirk van Mathenesse noemde.
Van Dirk Bokel wordt vermoed dat hij rond 1250 een dam in de Schie heeft aangelegd, hetgeen de oorsprong is van de stad Schiedam. Bij deze dam werd het Huis te Riviere of Slot Mathenesse gebouwd. De ruïne van Huis te Riviere staat in het centrum van Schiedam.
De naam Mathenesse is een samenstelling van de woorden made (weide) en nes (aangeslibd land). Binnen de ambachtsheerlijkheid lagen de polders Oud-Mathenesse (ten noorden van Schielands Hoge Zeedijk) en Nieuw-Mathenesse, dat buiten de Zeedijk lag. Oud- en Nieuw-Mathenesse vormden in de Franse tijd een zelfstandige gemeente. Deze gemeente werd in 1868 bij de gemeente Schiedam gevoegd. Per 1909 werd het grootste deel van Mathenesse onderdeel van de gemeente Rotterdam.
De namen Oud- en Nieuw-Mathenesse zijn nog terug te vinden in de naam van de woonwijk in Rotterdam (gebouwd in de jaren dertig van de twintigste eeuw) en in de naam van een  bedrijventerrein in Schiedam (in ontwikkeling gebracht in de vijftiger jaren).

Adriaan van Mathenesse (ca. 1565-1621) heer van Mathenesse, Riviere en Opmeer lid van de ridderschap van Holland en hoogheemraad van Schieland